# 大安商業銀行
大安商業銀行（簡稱大安銀行），金融機構代號：802，是過去曾經存在於台灣的商業銀行之一，已於2002年與台新銀行共同成立台新金融控股公司後，被併入台新銀行。

## 歷史
1990年中華民國財政部開放民間成立銀行後，大安銀行是第一家向財政部提出申請的銀行，最初由太電集團發起成立，原本規劃使用「大新銀行」之名稱，後才改使用「大安銀行」。
大安銀行於1992年1月4日開始營業，也是開放民間設立銀行後，第二家開始營業的銀行，籌備速度僅次於6天前的12月30日開始營業的萬通商業銀行；最初主要股東包括：華新麗華、永豐餘、台灣聚合化學品、歌林公司、聲寶公司、義美食品。股票於1995年6月上櫃，也是繼萬通商業銀行後第二家上櫃的新銀行；接著又於1997年5月23日與萬通銀行同時上市，成為第一批上市的新銀行。
2002年2月18日，大安銀行與台新國際商業銀行以股份轉換方式共同成立台新金融控股公司。台新金控成立後，大安銀行即於2002年5月28日與台新銀行整併，以台新銀行為存續銀行、大安銀行為消滅銀行，至此大安銀行走入歷史。